# Erik Bendz
Erik Bendz, född 30 januari 1909 i Göteborg, död 25 december 1982 i Djursholm, var en svensk jurist. Han var far till Mårten Bendz och Christina Sjöblad.
Bendz blev filosofie kandidat 1929, juris kandidat 1934, fiskal i Göta hovrätt 1938, assessor 1947, var borgmästare i Halmstad 1948–1956, verkställande direktör i Svenska försäkringsbolagens riksförbund 1956–1965 (ordförande 1971–1974) och Sveriges Privatanställdas Pensionskassa (SPP) 1965–1976. 
Bendz var förlikningsman i arbetstvister i femte distriktet 1950–56, sekreterare i kommittén för revision av riksdagens arbetsformer 1947, första lagutskottet 1943–1946, ordförande i byggnadsnämnden 1948–1954, 1953 års utredning angående sinnesundersökning, Målsmännens riksförbund 1957–1962, examensutredningen 1959, ledamot av 1955 års stadsutredning, styrelseledamot i AB Malcus Holmquist 1964–1970, ordförande i Östra Bryggeriaktiebolaget från 1958, i Aktiebolaget Diligentia från 1972 och i föreningen Sophiahemmets vänner 1963–1970. 
Bendz författade Rättspsykiatri i kort framställning jämte huvuddragen av lagstiftningen rörande psykiskt abnorma (tillsammans med Gösta Rylander 1947, på grundval av Hjalmar Helwegs Den retslige Psykiatri i kort Omrids).

## Utmärkelser
- Riddare av Nordstjärneorden, 1953.[1]
- Kommendör av Vasaorden, 6 juni 1966.[2]
- Kommendör av första klassen av Vasaorden, 6 juni 1972.[3]